# جسر الحلفايا
تكمن أهمية الجسور في أنها تعد ممراً رئيسا للامداد، سواء كان تموينا وغذاء أو دعم القوات بالافراد والاسلحة ،ويعتبر جسر الحلفايا الذي أُفتتح في عام 2011 م، أطول جسور العاصمة الخرطوم وقد صمم المرور الشاحنات الثقيل وبشكل ستة مسارات المرور بطول 910 امتار وعرض 27 متر ويربط بين مدينة بحري وامدرمان.ويرتبط هذا الجسرمن ناحية مدينة بحري بشارعين، الأول شارع المعونة والذي يوصل الي مصفاة الجيلي ويمر بجمع الزرقاء التاسع للتصنيع الحربي، احد المرافق الاستراتيجية، أما الشارع الثاني فهو الانقاذ الذي يمر قرب شركات الانتاج الغذائي الرئيسة ومطاحن الدقيق ومصانع منتجاتها.
ويرتبط بمنظومة من الطرق التي تهدف إلى تحسين حركة المرور وتعزيز الاستفادة من الجسر في ربط المناطق المختلفة. في عام 2010، شهد قطاع الطرق والجسور في الولاية تطورًا ملحوظًا، حيث تم إنشاء مصنع لتصنيع مدخلات البنية التحتية الخاصة بالطرق، ومن المتوقع أن يسهم في تحسين آليات إنشاء وصيانة الطرق والمصارف في الولاية.
ترتبط المدن الثلاث، الخرطوم وبحري وام درمان ب11 جسرا إضافة الي جسر الدباسيين علي نهر النيل الأبيض الذي لا يزال قيد الانشاء منذ عام 2003، وتوجد جسور علي نهر النيل الأزرق و أربعة علي النيل الأبيض وجسران علي نهر النيل. وتضم قائمة الجسور في الخرطوم كلا من المنشية وشمبات والحلفايا وكوبر والمك تمر وتوتي وكذلك الانقاذ والنيل الأبيض وسوبا والنيل الأزرق وجبل اولياء والدباسيين ،تمثل هذه الجسور أهمية باللغة في دعم مشاريع البنية التجارية وخدمة الاغراض التنموية والاقتصادية في البلاد.
ومنذ إندلاع الحرب في ابريل 2023 شهد جسر الحلفايا معارك واشتباكات عنيفة بين الجيش السوداني وقوات الدعم السريع التي كانت تسيطر علي الجانب الشرقي للجسر من مدينة بحري فيما تحتل القوات المساحة الجانب الغربي من مدينة امدرمان. وفي مايو 2023 تمكن الجيش من عبور الجسر خلال عملية كبري شاركت فيها معظم وحداته المقاتلة بتغطية من الطيران الحربية إذ كبدت قوات الدعم السريع خسائر في العتاد والارواح ، قبل ان تعود أدراجها لمناطق تمركزها في امدرمان بحسب عسكريين.

## مؤتمر وزير التخطيط  بولاية الخرطوم
استعرض وزير التخطيط العمراني بولاية الخرطوم، خلال مؤتمر صحفي عُقد بمقر الوزارة، الخطط التنموية الخاصة بالبنية التحتية والمخططات الهيكلية للولاية. وأكد الوزير على أهمية تطوير الهندسة المرورية، بما يشمل تحسين الشوارع، وتحديث الإشارات الضوئية، وتوسعة الطرق والتقاطعات الحيوية، مثل تقاطع السوق المركزي بالخرطوم وتقاطع وردي البشير في أم درمان.
أشار الوزير إلى أن خطة الولاية لهذا العام شملت إضافة نحو 280 كيلومترًا إلى شبكة الطرق، وذلك في إطار مشروع شامل يراعي الأبعاد العمرانية والاقتصادية والاجتماعية للعاصمة، ويهدف إلى مواكبة المعايير العالمية في تخطيط المدن. وبيّن أن المخطط الهيكلي لولاية الخرطوم يعتمد منهجًا متكاملًا يضع في اعتباره النمو السكاني والتوسع العمراني، مشيرًا إلى أن عملية التحديث بدأت منذ عام 2010، وتستمر على مراحل خلال السنوات المقبلة. وأضاف أن المدن الحديثة ينبغي أن تخضع لمراجعات دورية لمخططاتها الهيكلية كل 25 عامًا لمواءمة النمو الديموغرافي والعمراني.
وفيما يتعلق بقطاع الإسكان، أوضح الوزير أن سياسة الولاية خلال الفترة الماضية ركزت على توفير مساكن جاهزة للمواطنين بنظام التقسيط، عبر ثلاثة أنماط: سكن شعبي، وسكن متوسط، وسكن استثماري. وقد تم خلال العام السابق إنشاء نحو 6,000 وحدة سكنية، بينما يُتوقع أن يرتفع العدد هذا العام إلى 10,000 وحدة. وبلغ إجمالي المساكن التي تم تسليمها للمواطنين خلال العامين الماضيين 32,000 وحدة سكنية، وذلك ضمن جهود الدولة لتخفيف أعباء السكن وتحسين البيئة العمرانية في العاصمة.

## التخطيط الهيكلي لتطوير الأحياء النموذجية
شرعت السلطات المختصة في ولاية الخرطوم في تنفيذ خطة هيكلية لتطوير الأحياء السكنية على أسس نموذجية، تضمن توفير مختلف مظاهر الرعاية والخدمات الأساسية، مثل الطرق، والكهرباء، والمياه، والسكن، والعلاج، والتشجير. تهدف هذه الخطة إلى تحسين جودة الحياة للسكان وتعزيز البنية التحتية في المناطق الحضرية.
ضمن هذا الإطار، تم تعديل سياسات هيئة الأراضي، حيث انتقل التركيز من مجرد التمليك إلى التعمير، مع إتاحة خيارات سداد ميسرة تمتد بين 8 إلى 12 عامًا. كما شملت الخطة تقديم عروض خاصة للمغتربين، بهدف جذب استثماراتهم وتسهيل حصولهم على السكن.
وقد سعت الهيئة إلى تبسيط إجراءات تسجيل الأراضي، بما في ذلك استخراج "الكروكي" عبر هيئة المساحة، في خطوة تهدف إلى تقليل الوقت والجهد وتفادي تدخل السماسرة والوسطاء. وأكدت الجهات المختصة أن لكل مواطن الحق في الحصول على قطعة أرض سكنية، باعتبار ذلك من حقوق المواطنة، في حين تُخضع الأراضي الاستثمارية والمواقع المميزة لشروط ومعايير خاصة.

## تطوير التخطيط العمراني في الخرطوم
شهدت ولاية الخرطوم جهودًا مكثفة لتطوير التخطيط العمراني، عبر تفعيل دور هيئة الأراضي ووزارة التخطيط العمراني، وذلك من خلال تشكيل لجان متخصصة تضم مهندسين واقتصاديين وخبراء من مختلف المجالات. من بين هذه اللجان لجنة "علاقة تغطية الوزارة بالمجتمع"، التي تهدف إلى تعزيز التواصل بين المواطنين والمؤسسات الرسمية، والعمل على إشراك المجتمع في عمليات التخطيط العمراني وصنع القرار.
وفي إطار التوسع الصناعي، تبنّت الحكومة خطة لإنشاء مساحات تقدر بـ130 مليون متر مربع مخصصة للمدن الصناعية، انطلاقًا من قناعة بأن الاستثمار الصناعي يمثل أحد أعمدة التوازن الاقتصادي، ويسهم في خلق فرص عمل جديدة وتحسين مستويات المعيشة. ويُنتظر أن تستوعب هذه المدن عددًا كبيرًا من العاملين، ما يدعم التنمية المستدامة على المستويين الاجتماعي والاقتصادي.

## مشروع توسعة الطرق وبناء الجسور في الخرطوم
ضمن خطط ولاية الخرطوم لتوسعة شبكات النقل وتحديث البنية التحتية، شُيّد جسر الحلفايا ليربط بين شارع المعونة وشارع الوادي بأم درمان، ويُعد من المشاريع المحورية في تسهيل الحركة المرورية بين شمال العاصمة وغربها. ويصاحب الجسر مسار طويل يمتد عبر محاور رئيسية، ويأتي إنشاؤه ضمن خطة أوسع لتخفيف الضغط المروري الناتج عن التزايد الكبير في عدد المركبات، الذي تجاوز 600 ألف مركبة في العاصمة. بلغت تكلفة المشروع 76 مليون دولار.
بهدف مواكبة هذا التوسع، نفّذت الولاية مشروعات لتحديث الطرق، شملت توسعة الشبكة القائمة التي تغطي نحو 514 كيلومترًا فقط، مقارنة بالحاجة الفعلية المقدرة بـ 3,500 كيلومتر. تم تنفيذ 96% من أعمال الطرق المخطط لها، إلى جانب إنارة 91 كيلومترًا من الشوارع، وتركيب 40 إشارة ضوئية في مواقع استراتيجية.
كما بادرت الحكومة إلى توطين صناعة الجسور والطرق عبر إنشاء مصنع محلي لإنتاج المدخلات الهندسية اللازمة، وتطبيق تقنيات حديثة في التصميم، من أبرزها تقنية "الجسر المعلق خارج الربط"، المستخدمة لأول مرة في السودان، على غرار التجربة اليابانية في "جسر كاتشتاتو"، في خطوة تهدف إلى تطوير القدرات الوطنية في تنفيذ مشاريع البنية التحتية.